# 4393 Dawe
4393 Dawe (1978 VP8) là một tiểu hành tinh nằm phía ngoài của vành đai chính được phát hiện ngày 7 tháng 11 năm 1978 bởi Eleanor F. Helin và Schelte J. Bus ở Palomar.